# NGC 2697
NGC 2697 (również PGC 25029) – galaktyka spiralna (S0-a), znajdująca się w gwiazdozbiorze Hydry. Odkrył ją 24 stycznia 1851 roku Bindon Stoney – asystent Williama Parsonsa.